# NGC 2253
NGC 2253 في الفهرس العام الجديد، هي مجرة، تقع في كوكبة الزرافة. اكتشفت بواسطة ويليام هيرشل.

## روابط خارجية
- NGC 2253 على موقع ويكي سكاي: DSS2, SDSS, GALEX, IRAS, Hydrogen α, X-Ray, Astrophoto, Sky Map, Articles and images